# Brian Hewson
Brian Hewson   (Croydon, 4 d'abril de 1933 - Sud-àfrica, 13 de setembre de 2022) és un atleta anglès, ja retirat, especialista en curses de mig fons, que va competir durant la dècada de 1950.
El 1956 va prendre part en els Jocs Olímpics d'Estiu de Melbourne, on fou cinquè en els 1.500 metres del programa d'atletisme. Quatre anys més tard, als Jocs de Roma, quedà eliminat en sèries en la cursa dels 800 metres del programa d'atletisme.
En el seu palmarès també destaca una medalla d'or en els 1.500 metres del Campionat d'Europa d'atletisme de 1958; i dues medalles de plata en les 880 iardes als Jocs de la Commonwealth de 1954 i 1958. A nivell nacional es proclamà campió de les 880 iardes el 1953, 1954, 1958 i 1959 i de la milla el 1955.
Hewson va ser un dels primers homes en córrer la milla en menys de quatre minuts, marcant un temps de 3'59.8" el 28 de maig de 1955, en una cursa en què va finalitzar en tercera posició, rere László Tábori i Chris Chataway. Això el va convertir en el primer en córrer una milla en menys de quatre minuts i no acabar entre els dos primers; ja que abans d'aquesta carrera, sols Roger Bannister i John Landy havien baixat dels quatre minuts.

## Millors marques
- 800 metres. 1'47.0" (1958)
- 1.500 metres. 3'41.1" (1958)
- 1 milla. 3'58.9"[1][8]